# Hadbjerg
Hadbjerg – miasto w Danii, w regionie Jutlandia Środkowa, w gminie Favrskov.